# 동류교배

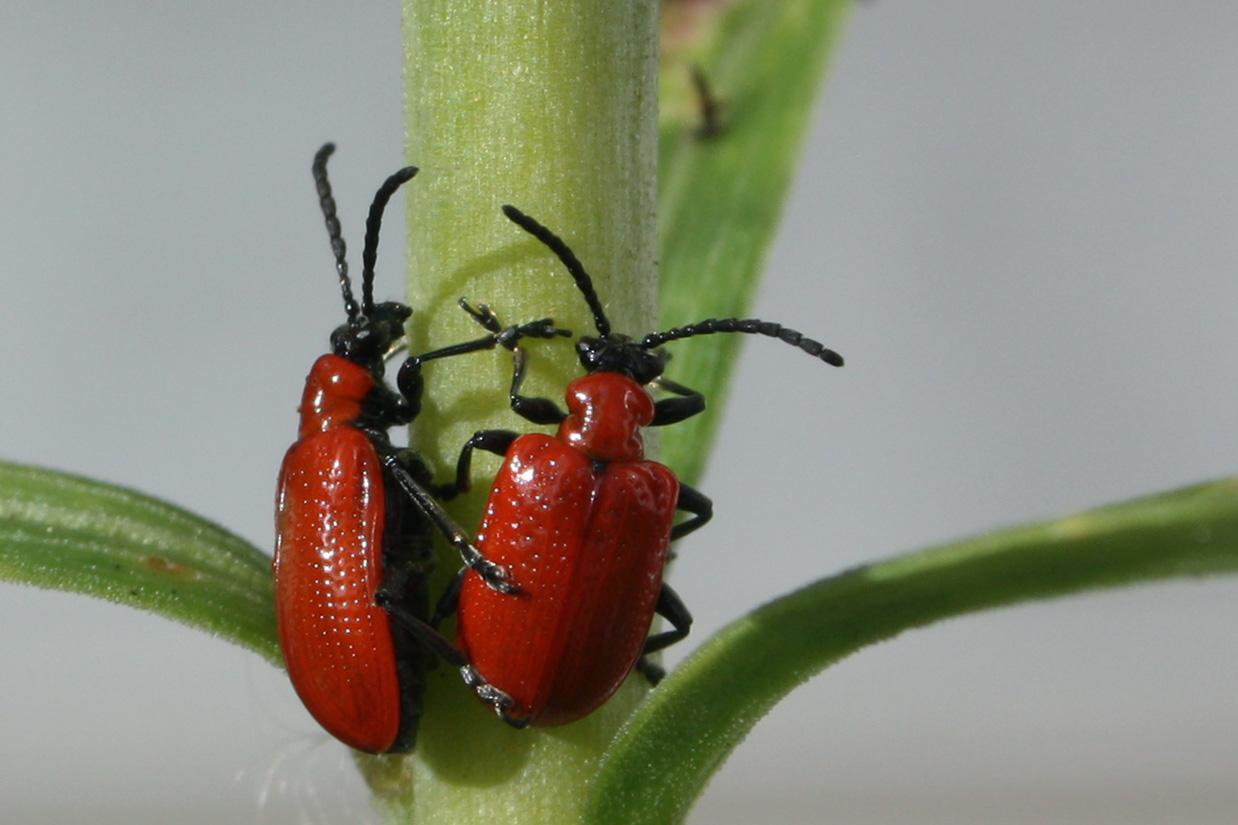

동류교배(Assortative mating) 또는 양성선택교배(positive assortative mating)는 비슷한 표현형끼리 결혼 또는 교배하는 성선택의 현상이다. 반의어는 이류교배(Disassortative mating)이다. 인간의 경우, 유전자나 외모 뿐 아니라 사회문화적 또는 경제적 측면에서도 동류교배를 하는 사람이 많이 있다.

## 같이 보기
- 이류교배
- 동질혼
- 동종애